# 桑山紀彦
桑山 紀彦（くわやま のりひこ、1963年（昭和38年） - ）は、日本の心療内科・精神科医。海老名こころのクリニック院長。特定非営利活動法人「地球のステージ」代表理事。

## 来歴・人物
岐阜県高山市生まれ。山形大学医学部卒業。在学中よりバックパッカーとして世界を放浪。医師となった後も、湾岸戦争後のイラク、和平後のカンボジア、内戦下のソマリア、戦時下の旧ユーゴスラビア、独立紛争後の東ティモールなどで医療救援や病院復興に携わる。
2009年11月、宮城県名取市に「東北国際クリニック」を開業。その2階に「地球のステージ」の事務局を置き、活動した。2011年3月11日、東日本大震災で建物やスタッフは残ったため、翌日12日から24時間クリニックを開け続けた。
2016年4月、神奈川県海老名市に「海老名こころのクリニック」を開業し、「地球のステージ」事務局も移転。
現在、東ティモールとパレスチナ自治区ガザ地区ラファに事務所を持ち、国際協力活動を行っている。東ティモールでは妊産婦新生児保健、ガザ地区では心理社会的ケア〜「心のケア」を行っている。
年間200回を越えるコンサートステージ「地球のステージ」は全国の学校を中心に広がっており、主に小学校、中学校、高等学校の体育館で世界で起きている出来事、そして東日本大震災の現状とその後の復興を伝えている。

## 著書
- 『国際結婚とストレス』明石書店、1995年9月。ISBN 978-4750307435。
- 『ジェンダーと多文化』明石書店、1997年10月。ISBN 978-4750309781。
- 『多文化の処方箋 外国人の「心の悩み」にかかわった、ある精神科医の記録』アルク〈アルク新書〉、1999年3月。ISBN 978-4757400283。
- 『地球のステージ―ほんとうのしあわせってなんだろう?』メイツユニバーサルコンテンツ、2004年6月。ISBN 978-4895777803。
- 『地球のステージ 2』メイツユニバーサルコンテンツ、2005年11月。ISBN 978-4895779548。
- 『心理社会的ケアマニュアル 傷ついた心に寄り添うために』福村出版、2017年8月。ISBN 978-4571240621。